# Последние друзья
«Последние друзья» (яп. ラスト·フレンズ) — японский телевизионный сериал (дорама). Транслировался Fuji Television с 10 апреля 2008 года по 17 июня 2008 года. Специальная серия, подводящая итог сериалу, вышла 26 июня 2008 года.

## Сюжет
Сериал рассказывает о жизни нескольких молодых людей, чьи судьбы переплетаются. Митиру работает помощницей парикмахера в салоне. Она переезжает жить от матери к Сосукэ, который работает в службе опеки над детьми. Сосукэ сразу же начинает контролировать её жизнь и избивать. В это же время Митиру встречает старую подругу Рука. Рука занимается мотокроссом. Она ещё со школы влюблена в Митиру. Вместе с подругой Эри, стюардессой, Рука снимает жильё, куда скоро подселяется и Такэру, стилист, которому понравилась Рука. У каждого из героев есть внутренние проблемы, которые они не в силах преодолеть, из-за чего испытывают трудности в жизни.

## Актёрский состав
| В ролях         |  | Персонаж                           |
| --------------- |  | ---------------------------------- |
| Масами Нагасава |  | Митиру Аида (яп. 藍田美知留)       |
| Дзюри Уэно      |  | Рука Кисимото (яп. 岸本瑠可)       |
| Эита            |  | Такэру Мидзусима (яп. 水島 タケル) |
| Асами Мидзукава |  | Эри Такигава (яп. 滝川 エリ)       |
| Рё Нисикидо     |  | Сосукэ Оикава (яп. 及川 宗佑)      |